# Bolet jonquille
Neoboletus praestigiator var. pseudosulphureus, Neoboletus pseudosulphureus, Sutorius junquilleus
Espèce
Neoboletus praestigiator var. pseudosulphureus, le Bolet jonquille, auparavant Sutorius junquilleus ou Neoboletus pseusulphureus, est la variété jaune du Bolet à pied rouge (Neoboletus erythropus)  appartenant au genre Neoboletus dans la famille des Boletaceae. Érigée auparavant en tant qu'espèce indépendante, cette variété rare se distingue du N. erythropus type par son chapeau, ses pores et son pied entièrement jaunes.

## Taxonomie
Le nom correct complet (avec auteur) de ce taxon est Neoboletus praestigiator var. pseudosulphureus Klofac & Krisai-Greilhuber 2018.

### Synonymes
- Boletus luridiformis var. junquilleus (Quél.) Knudsen
- Boletus discolor (Quél.) Boud.
- Boletus erythropus discolor (Quél.) Dermek, Kuthan & Singer 1976
- Boletus luridiformis discolor (Quél.) Rauschert 1987
- Boletus queletii var. discolor (Quél.) Alessio 1985

### Phylogénie
Ce taxon a été décrit  pour la première fois par le mycologue allemand Franz Joseph Kallenbach en 1923, à partir de collections faites en Allemagne. Un an plus tard, Kallenbach publiera une description plus complète. Certains auteurs ont historiquement considéré Boletus junquilleus - une espèce décrite par Lucien Quelet en 1897 - comme un synonyme, notamment Gilbert et Leclair en 1942, et Rolf Singer en 1947. La confusion entre les deux provient de la quantité de pigmentation rouge dans les pores près du stipe, et à la base du stipe. Reid a suggéré que les différences ne sont dues qu'aux conditions climatiques, les couleurs rouges apparaissant dans des conditions de température plus basse. Il fut transféré dans le genre Neoboletus en 2015.

## Description du sporophore

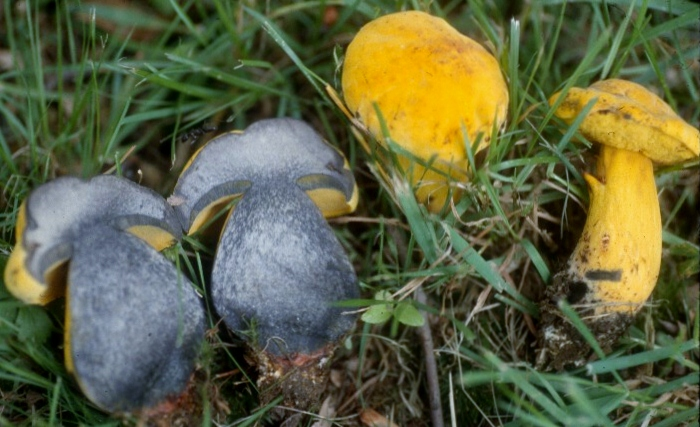
Collection de sporophores de N. praestigiator var. pseudosulphureus.

Les bolets sont des champignons dont l'hyménophore, constitué de tubes et terminés par des pores, se sépare facilement de la chair du chapeau. Ce chapeau d'abord rond, recouvert d'une cuticule, devient convexe à mesure qu’il vieillit. Ils ont un pied (stipe) central assez épais et une chair compacte. Les caractéristiques morphologiques de N. praestigiator var. pseudosulphureus sont les suivantes :
Son chapeau mesure jusqu'à 15 cm de diamètre, il est hémisphérique puis convexe, plat-convexe ou presque plat, d'abord sec, velouté, puis lisse, jaune citron à jaune vif, ochracé jaunâtre, dans les jeunes corps fructifères plus ou moins uniformément colorés, plus tard tachetés de brunâtre, bleuissant fortement lorsqu'ils sont meurtris, puis noircissant,.
L'hyménophore est formé de tubes jaune citron à jaune avec une teinte olivâtre, bleuissants à l'air. Les pores sont concolores avec les tubes, bleuissant lorsqu'ils sont meurtris.
Son stipe est clavé, concolore au chapeau, couvert de granules éparses jaunes à brunâtres, dont la surface bleuit puis noircit lorsqu'elle est meurtrie.
La chair est jaune citron, parfois avec des taches rouge foncé à la base du stipe, bleuissante lorsqu'elle est exposée à l'air. Son odeur est non distinctive et sa saveur est légèrement acide.

### Caractéristiques microscopiques
Ses spores mesurent 12 à 16,5 μm x 4,5 à 6 μm, avec un rapport de 2,2-2,7. Le pileipellis (la cuticule du chapeau) est en trichodermium d'hyphes septés entrelacés de cellules cylindriques, non incrustées.

## Galerie

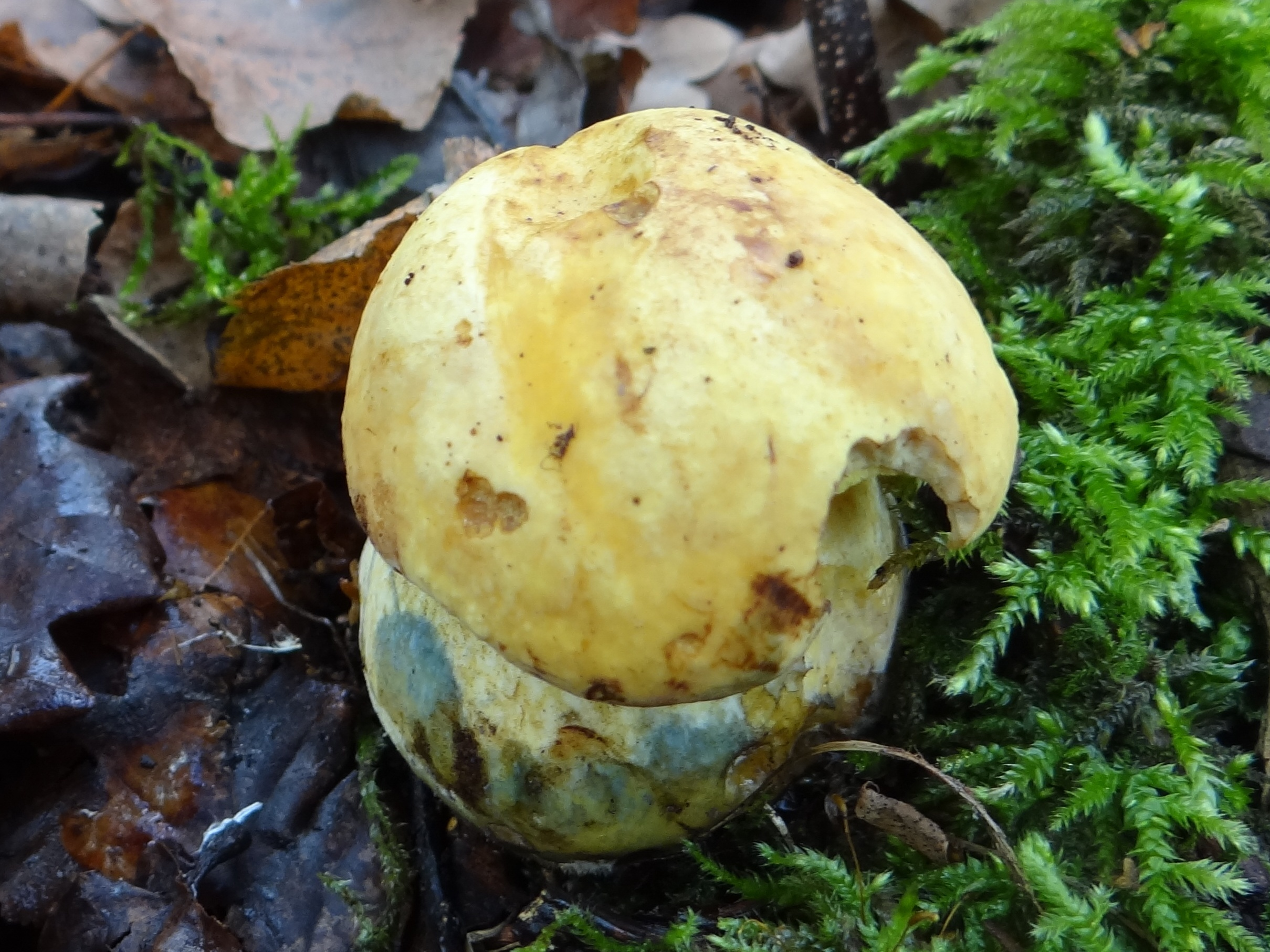
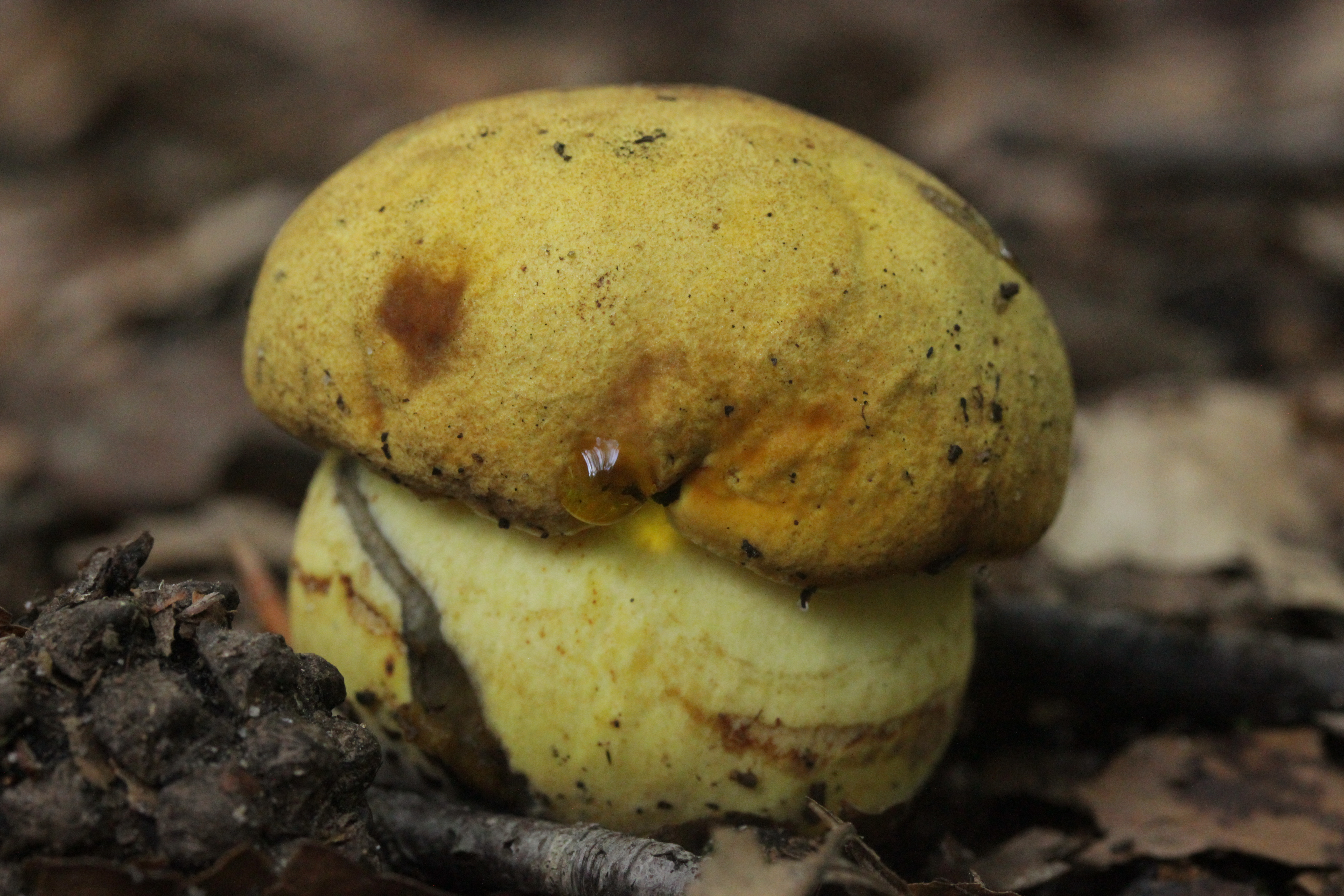
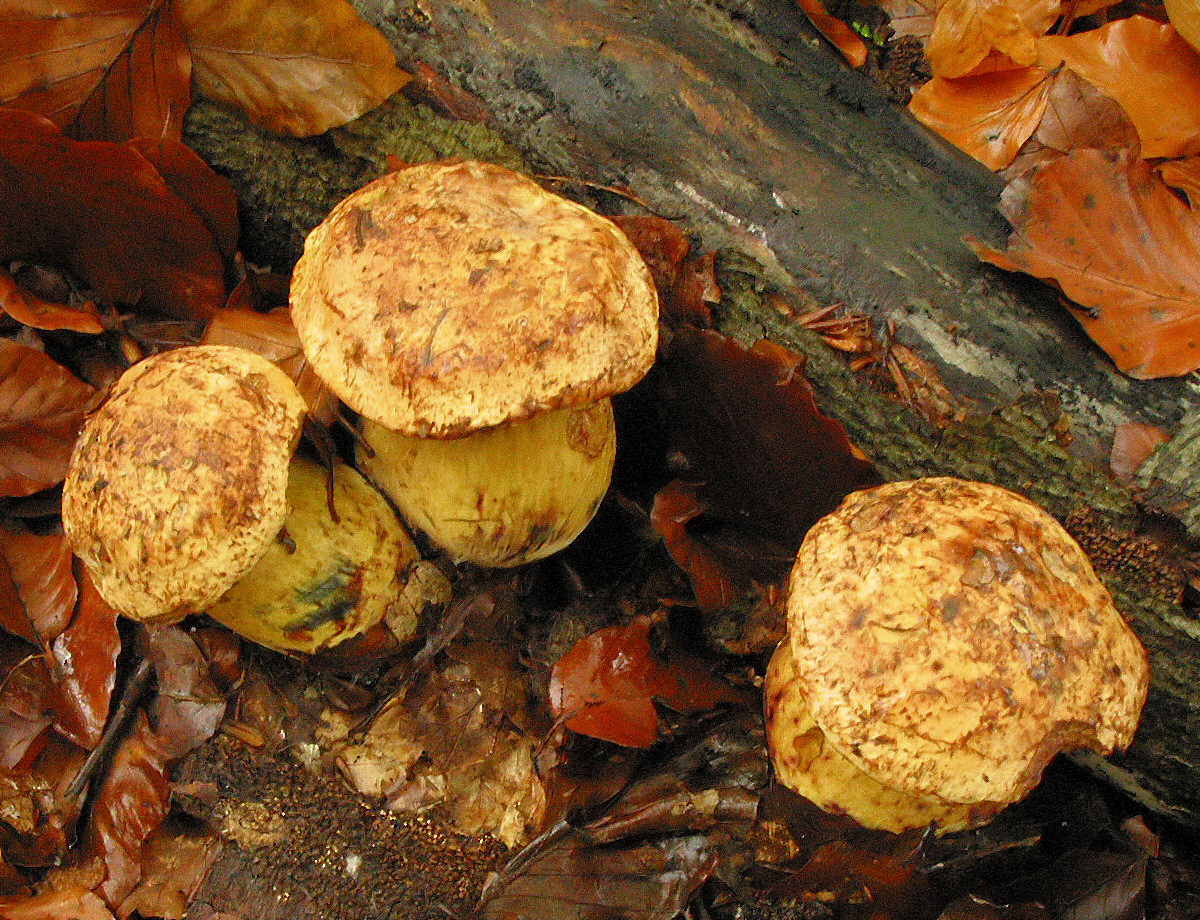
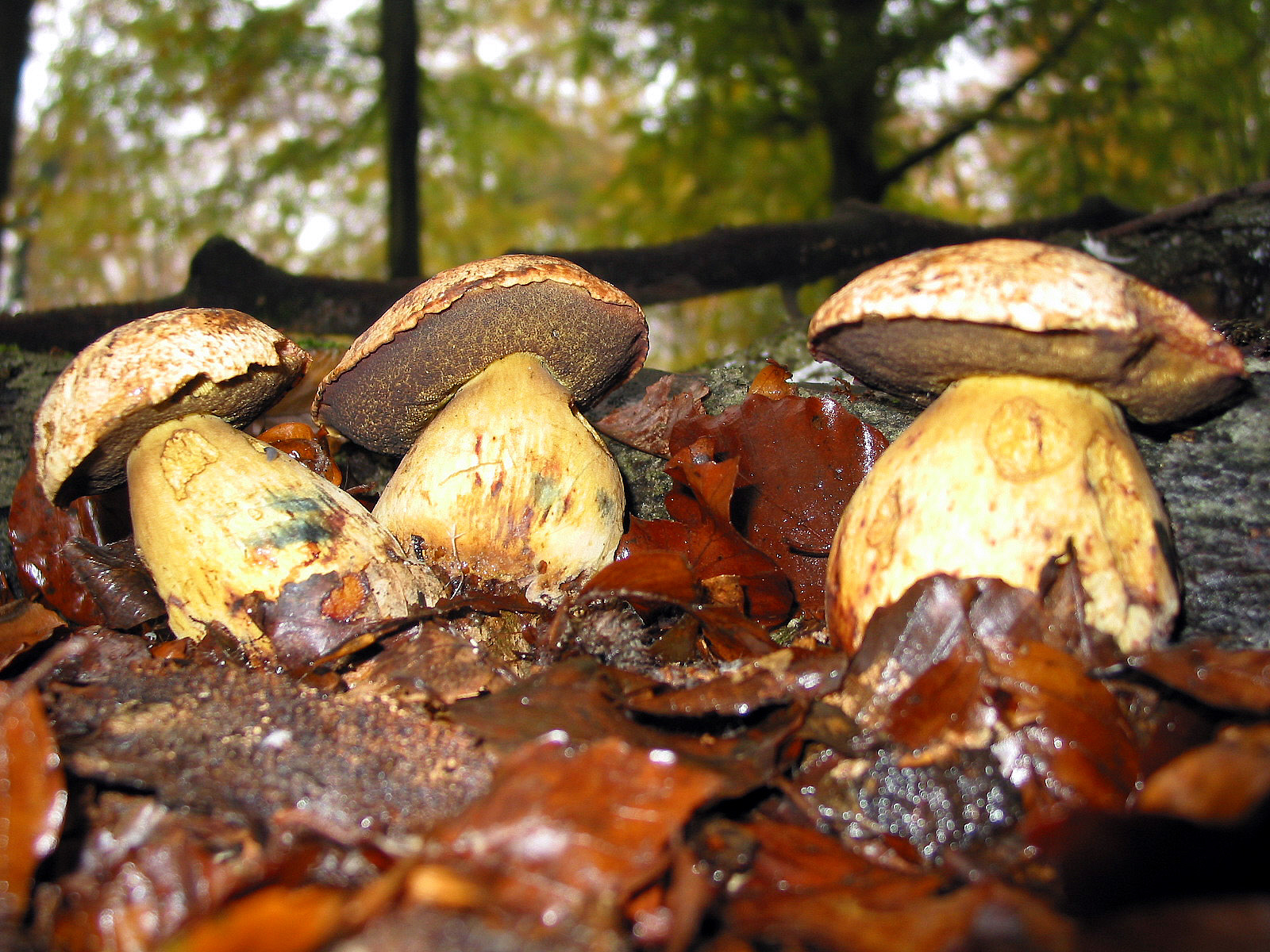
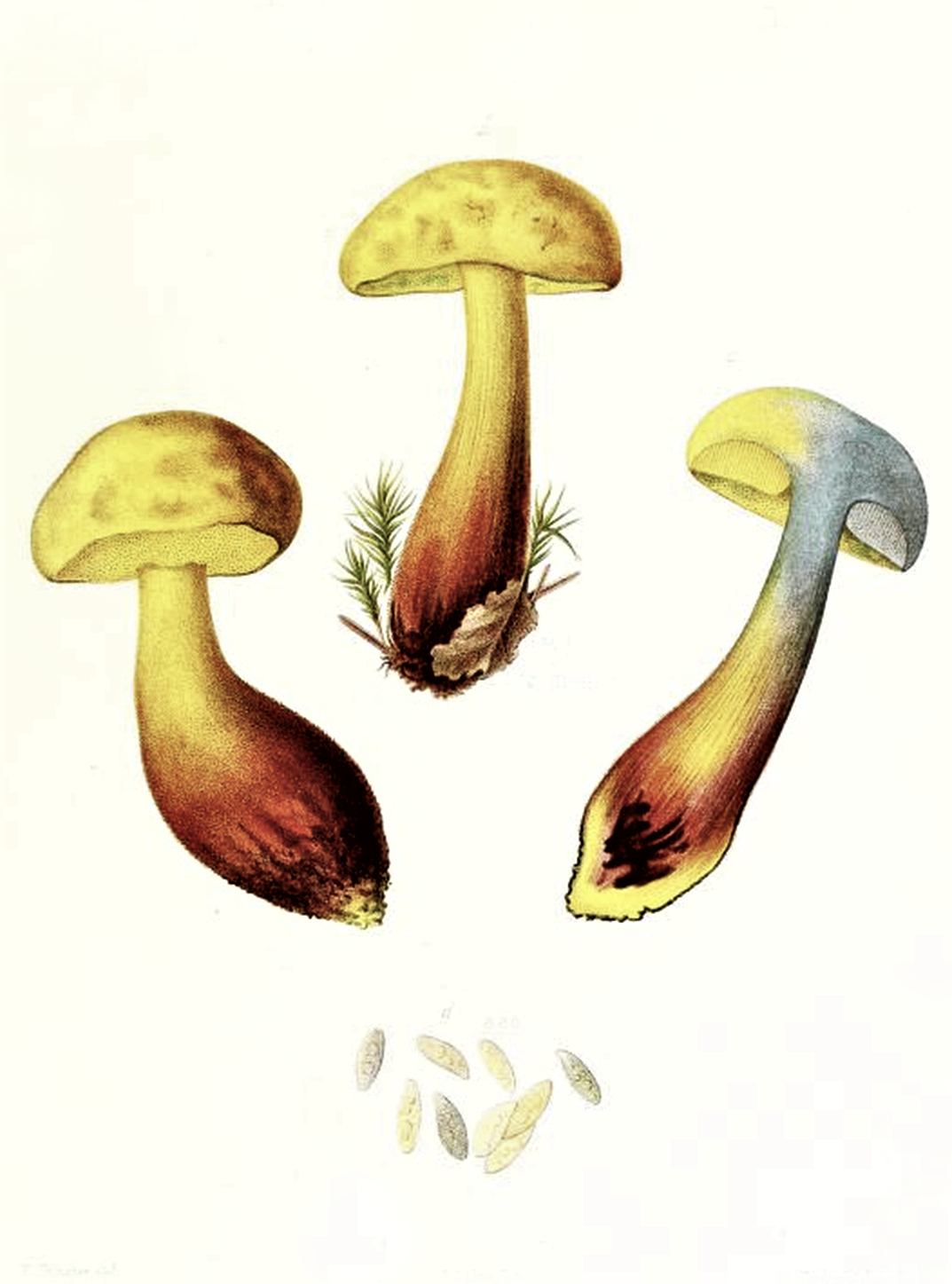

## Habitat et distribution
Cette espèce rare ectomycorhizienne pousse dans les bois de feuillus, principalement sous les hêtres et les chênes, plutôt sur sol non calcaire,, occasionnellement sous les pins. Le Bolet jonquille est connu en d'Europe, de l'est de l'Amérique du Nord et du Costa Rica. Il a été signalé pour la première fois dans l'Himachal Pradesh, en Inde, en 1993.

## Statut de conservation

### Régional
- Alsace : classement de cette espèce en catégorie NT (Quasi menacée) au niveau régional[13].

## Comestibilité
Étant de facto un Bolet à pied rouge, le Bolet jonquille possède la même comestibilité que celui-ci : comestible à condition de prendre la précaution de bien le cuire car il est toxique s’il est consommé cru. Sa rareté devrait cependant inciter à ne pas le consommer, de sorte qu'il doit être considéré comme toxique cru, sans intérêt alimentaire cuit .

## Confusions possibles
- La forme jaune du Bolet à pied jaune (Neoboletus xanthopus), plus ou moins identique. Très rare, toxique cru, sans intérêt alimentaire cuit.
- La forme jaune du Bolet de Quélet (Suillellus queletii), à la base betterave. Très rare, toxique cru, sans intérêt alimentaire cuit.
- La forme jaune du Bolet blafard (Suillellus luridus), qui est ornée d'un réseau et possède parfois une base betterave. Très rare, toxique cru, sans intérêt alimentaire cuit.
- La forme jaune du Bolet vieux rose (Imperator rhodopurpureus), qui est ornée d'un réseau et a un chapeau de texture grumeleuse. Rare, toxique.
- Le Bolet de plomb (Imperator torosus), qui est orné d'un réseau et dont le chapeau est grisâtre, mais qui peut être jaunâtre lorsqu'il est jeune. Très rare, toxique.
- Le Bolet jaune sang (Neoboletus flavosanguineus), qui est orné d'un réseau et dont le chapeau a généralement des tons brunâtres à maturité. Très rare, toxique cru, sans intérêt alimentaire cuit.